# Ectochela dasophrys
Ectochela dasophrys är en fjärilsart som beskrevs av Willie Horace Thomas Tams 1930. Ectochela dasophrys ingår i släktet Ectochela och familjen nattflyn. Inga underarter finns listade i Catalogue of Life.